# EC Ypiranga
Der Esporte Clube Ypiranga, in der Regel nur kurz Ypiranga genannt, ist ein Fußballverein aus Salvador im brasilianischen Bundesstaat Bahia.

## Erfolge
- Staatsmeisterschaft von Bahia: 1917, 1918, 1920, 1921, 1925, 1928, 1929, 1932, 1939, 1951
- Staatsmeisterschaft von Bahia – Segunda Divisão: 1983, 1990
- Torneio Início: 1919, 1922, 1929, 1933, 1947, 1956, 1959, 1963

## Stadion

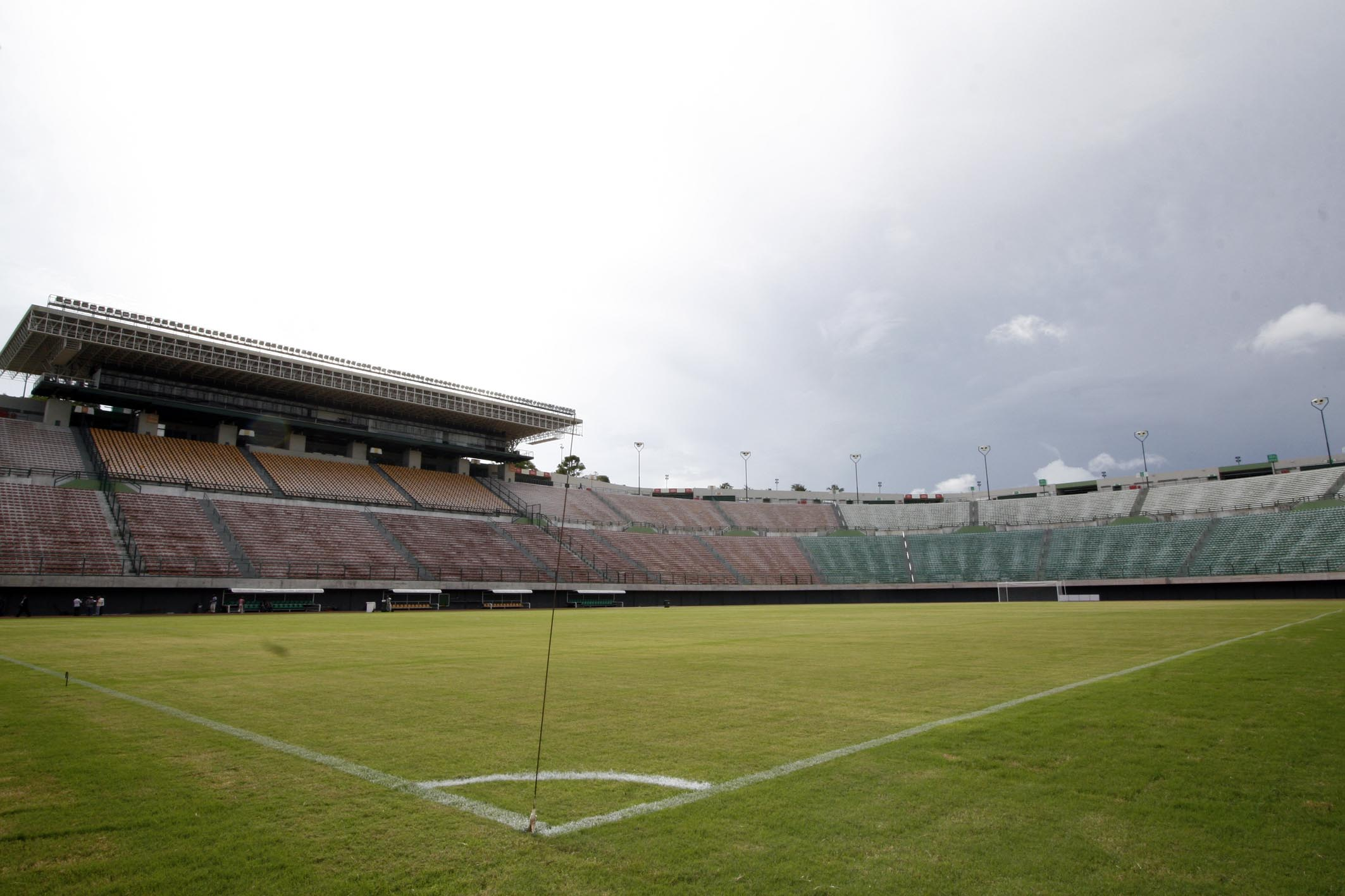
Estádio de Pituaçu

Der Verein trägt seine Heimspiele im Estádio de Pituaçu, auch unter dem Namen Estádio Governador Roberto Santos bekannt, in Salvador aus. Das Stadion hat ein Fassungsvermögen von 32.157 Personen.

## Trainerchronik
Stand: 2013
| Trainer            | Nation    | von            | bis              |
| ------------------ | --------- | -------------- | ---------------- |
| José Carlos Amaral | Brasilien | 1. Januar 2013 | 30. Oktober 2013 |